# Lee Child
Pour les articles homonymes, voir Child.
Œuvres principales
- Série Jack Reacher

Lee Child, de son vrai nom James Dover Grant, né le 29 octobre 1954 à Coventry, est un écrivain et scénariste britannique.

## Biographie
Il fait des études de droit à Sheffield, puis il travaille à la chaîne de télévision Granada Television à Manchester. Il y reste dix-huit ans avant de se lancer dans l'écriture. Il vit actuellement à New York.
À partir de 1997, il publie une série d'une vingtaine de thrillers où le héros récurrent, Jack Reacher, ancien officier de police militaire, se déplace en mission aux quatre coins des États-Unis. Comme tout dur à cuire du polar, Reacher est solitaire, froid, efficace et hanté par son passé. Ses ouvrages sont des best-sellers. Le personnage est incarné au cinéma à deux reprises par Tom Cruise. L'écrivain réalise un caméo dans les deux longs métrages.

## Œuvres

### SérieJack Reacher

#### Romans
1. Du fond de l'abîme, Ramsay, 1997 ((en) Killing Floor, 1997)
2. Les Caves de la Maison-Blanche, Ramsay, 2001 ((en) Die Trying, 1998)
3. Des gages pour l'enfer, Ramsay, 2000 ((en) Tripwire, 1999)
4. Un visiteur pour Ophélie, Ramsay, 2001 ((en) Running Blind (The Visitor au Royaume-Uni), 2000)
5. Carmen à mort, Ramsay, 2004 ((en) Echo Burning, 2001)
6. Pas droit à l'erreur, Fleuve noir, 2004 ((en) Without Fail, 2002)
7. Ne pardonne jamais, Fleuve noir, 2005 ((en) Persuader, 2003)
8. Liste mortelle, Fleuve noir, 2007 ((en) The Enemy, 2004)
9. Folie furieuse, Fleuve noir, 2006 ((en) One Shot, 2005)
10. Sans douceur excessive, Seuil, 2009 ((en) The Hard Way, 2006)
11. La Faute à pas de chance, Seuil, 2010 ((en) Bad Luck and Trouble, 2007)
12. L'espoir fait vivre, Seuil, 2011 ((en) Nothing to lose, 2008)
13. Elle savait, Calmann-Lévy, 2012 ((en) Gone Tomorrow, 2009)
14. 61 heures, Calmann-Lévy, 2013 ((en) 61 Hours, 2010)
15. La cause était belle, Calmann-Lévy, 2014 ((en) Worth Dying For, 2010)
16. Mission confidentielle, Calmann-Lévy, 2015 ((en) The Affair, 2011)
17. (en) A Wanted Man, 2012
18. Never Go Back : Retour interdit, Calmann-Lévy, 2016 ((en) Never Go Back, 2013)
19. La cible était française, Calmann-Lévy, 2017 ((en) Personal, 2014)
20. Bienvenue à Mother's Rest, Calmann-Lévy, 2018 ((en) Make me, 2015)
21. Formation d'élite, Calmann-Lévy, 2019 ((en) Night School, 2016)
22. Simples déductions, Calmann-Lévy, 2020 ((en) No middle name, 2017), recueil de nouvelles
23. Minuit, dernière limite, Calmann-Lévy, 2021 ((en) The Midnight Line, 2017)
24. Les Temps du passé, Calmann-Lévy, 2022 ((en) Past Tense, 2018)
25. Un homme de parole, Calmann-Lévy, 2023 ((en) Blue Moon, 2019)
26. La Sentinelle, Calmann-Lévy, 2024 ((en) The Sentinel, 2020)Écrit avec Andrew Child.
27. Fin de route, Calmann-Lévy, 2025 ((en) Better Off Dead, 2021)Écrit avec Andrew Child.
28. (en) No Plan B, 2022
29. (en) The Secret, 2023
30. (en) In too Deep, 2024

#### Recueil de nouvelles
- Safe Enough: And Other Stories (2024)

#### Nouvelles
- La contrepartie in Face à Face, Fleuve Noir, collection 12/21, 2020 (Face Off, 2014), Policier, Thriller, trad. Maxime Berrée  (ISBN 2265154709)Écrit avec Joseph Finder. Anthologie réunie par David Baldacci - 11 nouvelles rédigées par des équipes de deux à trois auteurs.

## Adaptations audiovisuelles de son œuvre
- 2012 : Jack Reacher, film américain réalisé par Christopher McQuarrie, adaptation par Lee Child de son roman Folie furieuse, l'auteur fait également un caméo dans le rôle d'un policier.
- 2016 : Jack Reacher: Never Go Back, film américain réalisé par Edward Zwick, adaptation par Lee Child de son roman Never Go Back: Retour interdit, l'auteur fait également un caméo dans le rôle d'un agent à l'aéroport.
- 2022 : Reacher, série TV, l'auteur fait également un caméo dans le rôle d'un client du restaurant qui croise Reacher à la fin de l'épisode 8 de la saison 1.

## Prix et nominations

### Prix
- Prix Anthony 1998 du meilleur premier roman pour Killing Floor[2]
- Prix Barry 1998 du meilleur premier roman pour Killing Floor[3]
- Prix Barry 2005 du meilleur roman pour The Enemy[3]
- Prix Nero 2005 pour The Enemy
- Diamond Dagger Award 2013[4]

### Nominations
- Prix Macavity 1998 du meilleur premier roman pour Killing Floor[5]
- Prix Dilys 1998 pour Killing Floor[6]
- Prix Barry 2001 du meilleur roman pour Running Blind[3]
- Prix Steel Dagger 2002 pour Without Fail[7]
- Prix Barry 2003 du meilleur roman pour Without Fail[3]
- Prix Dilys 2003 pour Without Fail[6]
- Prix Steel Dagger 2003 pour Persuader[7]
- Prix Dilys 2005 pour The Enemy[6]
- Prix Macavity 2006 du meilleur roman pour One Shot[5]
- Prix Anthony 2008 du meilleur roman pour Bad Luck and Trouble[2]
- Prix Steel Dagger 2010 pour 61 Hours[7]
- Prix Thriller 2014 du meilleur roman pour Never Go Back[8]